# Шиназский сельсовет
Шиназский сельсовет — административно-территориальная единица и муниципальное образование со статусом сельского поселения в Рутульском районе Дагестана Российской Федерации.
Административный центр — село Шиназ.

## Население
| 2002  | 2010  | 2012  | 2013  | 2014  | 2015  | 2016  |
| ----- | ----- | ----- | ----- | ----- | ----- | ----- |
| 1304  | ↗1320 | ↘1312 | ↘1303 | ↗1304 | ↘1286 | ↘1254 |
| 2017  | 2018  | 2019  | 2020  | 2021  | 2023  | 2024  |
| ↘1237 | ↘1224 | ↗1228 | ↘1222 | ↘947  | ↘938  | ↗942  |
| 2025  |       |       |       |       |       |       |
| ↘940  |       |       |       |       |       |       |

## Состав
| № | Населённый пункт | Тип населённого пункта       | Население |
| - | ---------------- | ---------------------------- | --------- |
| 1 | Уна              | село                         | ↗14       |
| 2 | Шиназ            | село, административный центр | ↘933      |